# Колісний пароплав
Колісний пароплав — різновид пароплава, що урухомлюється гребними колесами (двома, рідше одним).

## Типи колісних пароплавів

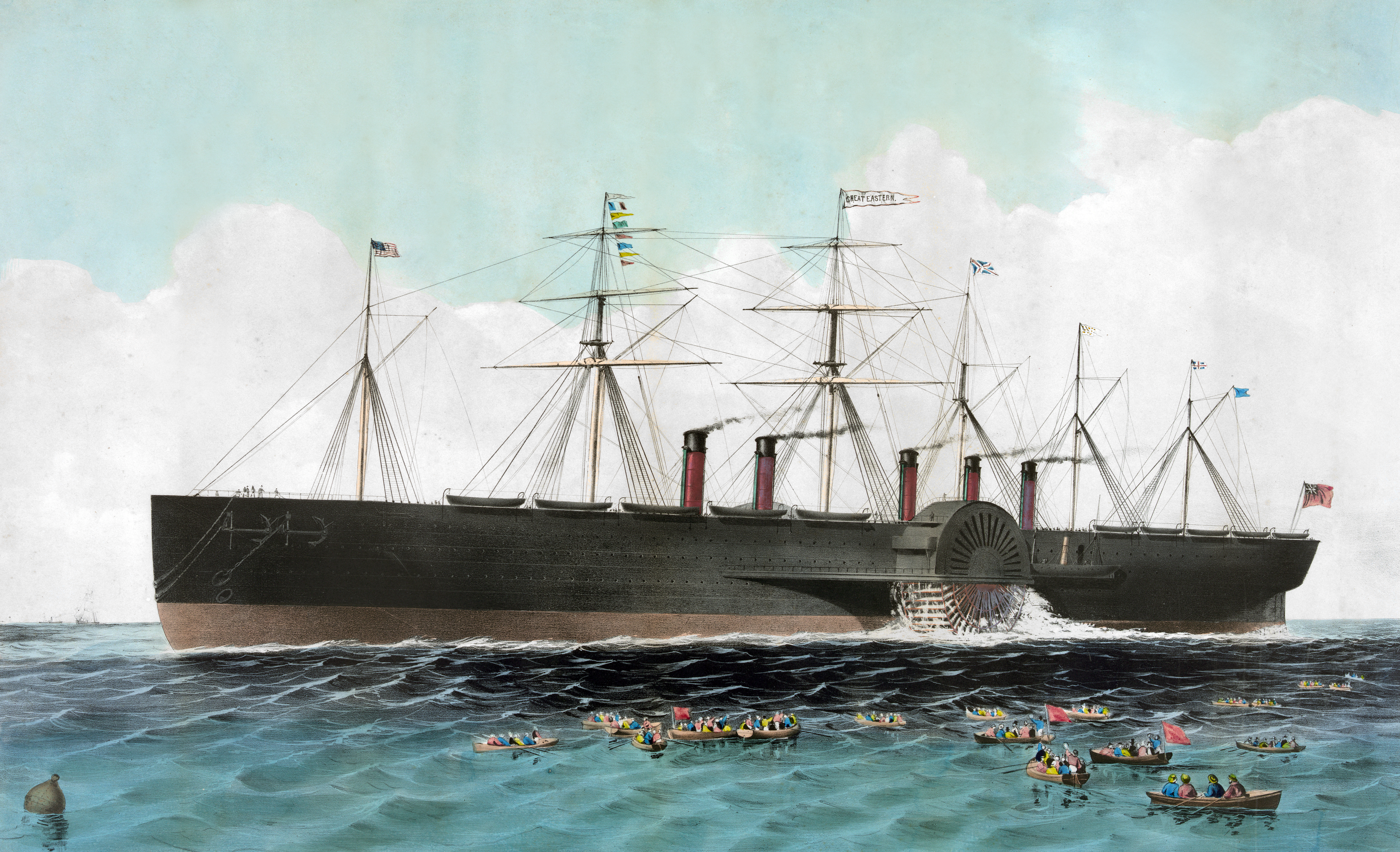
«Грейт-Істерн», найбільший корабель XIX століття, мав водночас і колісний і гвинтовий рушій

### Бічне колесо
На пароплавах з бічними колесами використовується пара гребних коліс, закріплених по бортах. Така схема використовувалася до появи самих пароплавів (на суднах, урухомлюваних мускульною силою людей або тварин), у 1774 році для обертання коліс був уперше застосований паровий привод («Пальміпед» Клода де Жуффруа). Зараз використовуються для річкового і прибережного плавання, колись за такою схемою будувалися й океанські колісні пароплави.

### Кормове колесо

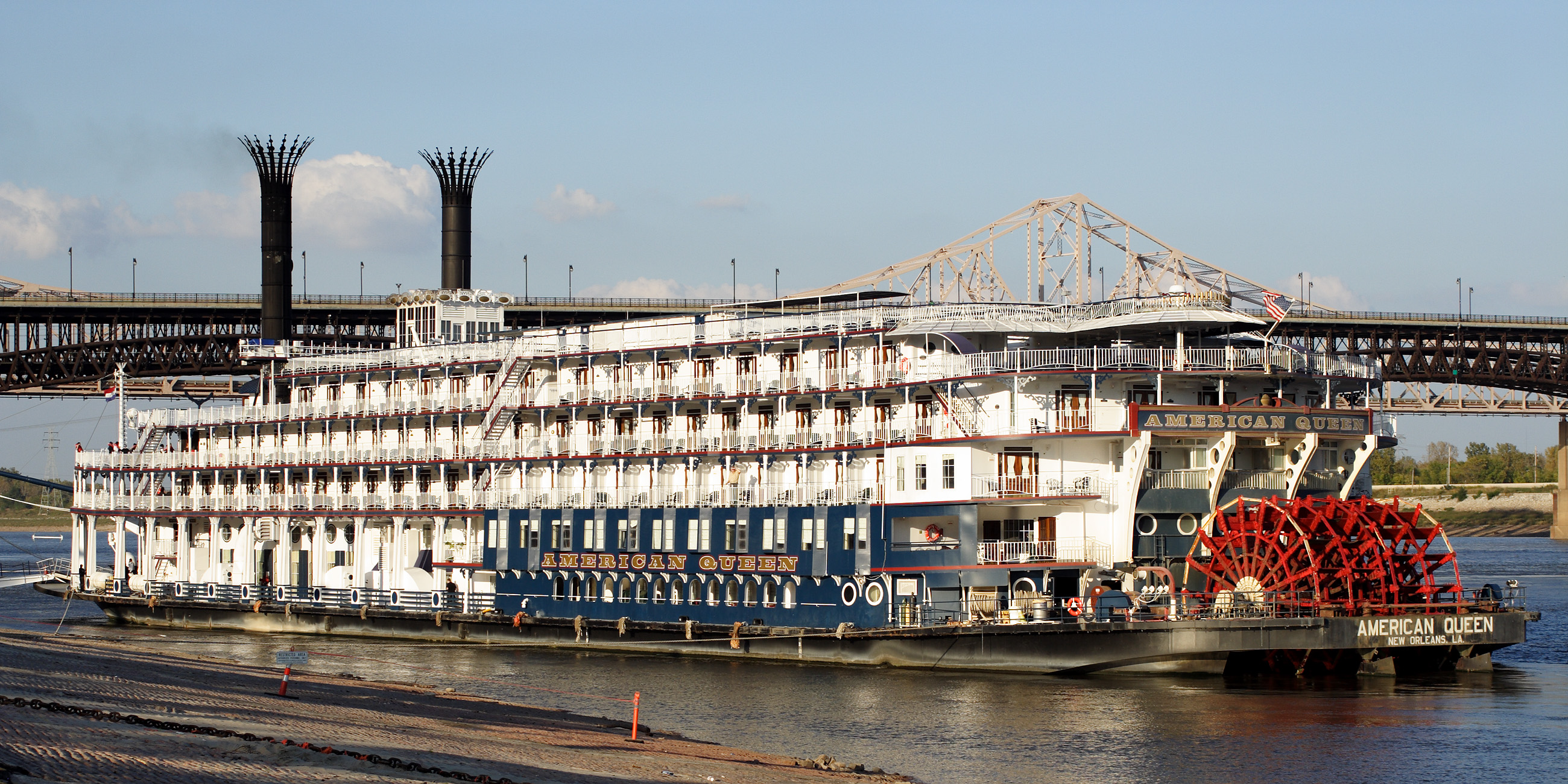
American Queen — найбільший у світі задньоколісний пароплав

У пароплавів з кормовим (заднім) колесом воно розміщається за кормою, його вал кріпиться на спеціальних кронштейнах. Використовувався переважно на річках, у деяких місцях (наприклад, на Міссісіпі) вони використовуються й досі.
Хоча перші пароплави з кормовими колесами були винайдені в Європі, найбільшу популярність вони мали в Північній Америці, особливо на річці Міссісіпі. Пароплав «Enterprise» був побудований у Браунсвіллі, штат Пенсільванія, в 1814 році; і його плавання показали рентабельність парового судноплавства на Міссісіпі і її притоках. Другий пароплав з кормовим колесом «Washington» (1816), мав дві палуби і служив прототипом для всіх наступних пароплавів Міссісіпі, включаючи прославлені в книзі Марка Твена «Життя на Міссісіпі».
Перевагою пароплавів із кормовим колесом є їх менша ширина, що уможливлює прохід через вузькі канали й шлюзи (у той час як пароплави з бічними колесами можуть мати загальну ширину, що перевищує майже вдвічі ширину самого корпусу). Проте, вони перевищували близько на 10 % пароплави з бічними колесами у вазі та витраті палива. Оскільки машина у суден із кормовим колесом розташовується на кормі, котли для уникнення диференту мусять розміщати в носовій частині. Розташування центра обертання на кормі утрудняє керування судном, тому пароплави з бічними колесами зручніші в експлуатації на нерегульованих річках.

### Внутрішнє колесо
Крім бічноколісних і задньоколісних, існували судна з внутрішнім гребним колесом, яке розташовувалося всередині корпусу, у спеціальному кільці. Оскільки внутрішнє колесо було краще захищене від пошкоджень, його застосовували на деяких суднах, призначених для льодових плавань.

## Будова

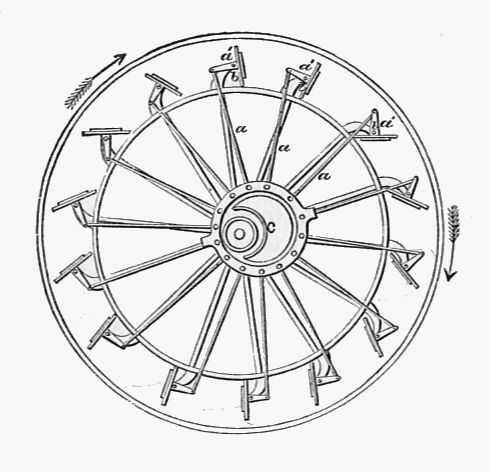
Колесо Моргана

Вал машини, на який діють шатуни (колінчастий вал), розташовується горизонтально ближче до міделя або на кормі. На пароплавах з бічними колесами вал розташовується поперек судна, виходячи за борт частинами, до яких приєднуються гребні колеса. Циліндри машини на цих пароплавах можуть встановлюватися по-різному: або похило (з однієї сторони вала чи з обох), або бути хитними, переміщаючись під час робочого циклу у вертикальній площині. На пароплавах з кормовим колесом вал винесений за корму, а циліндри машини розташовуються горизонтально.
Колесо складається з маточини, надітої на вал; від неї розходяться радіуси-рамена, з'єднані декількома концентричними колами; до радіусів кріплять лопаті, паралельно осі вала. Під час обертання вала лопаті чинять опір воді, завдяки чому судно рухається вперед. Якщо колесо сильно занурено у воду, то лопаті, найближчі до виходу і входу в воду, знаходяться під гострим кутом до руху судна, отже, у них частина роботи втрачається на марне підняття вгору і опускання води; тому були придумані колеса з поворотними лопатями (колеса Моргана). У них за допомогою ексцентрика з тягами, поміщеного у зовнішній частині виступу для колеса, лопаті повертаються так, що входять у воду майже у вертикальному положенні. Для захисту екіпажу й пасажирів від бризок колеса накривають кожухами. Число оборотів, яке можна давати колісному пароплаву, — близько 20-50.

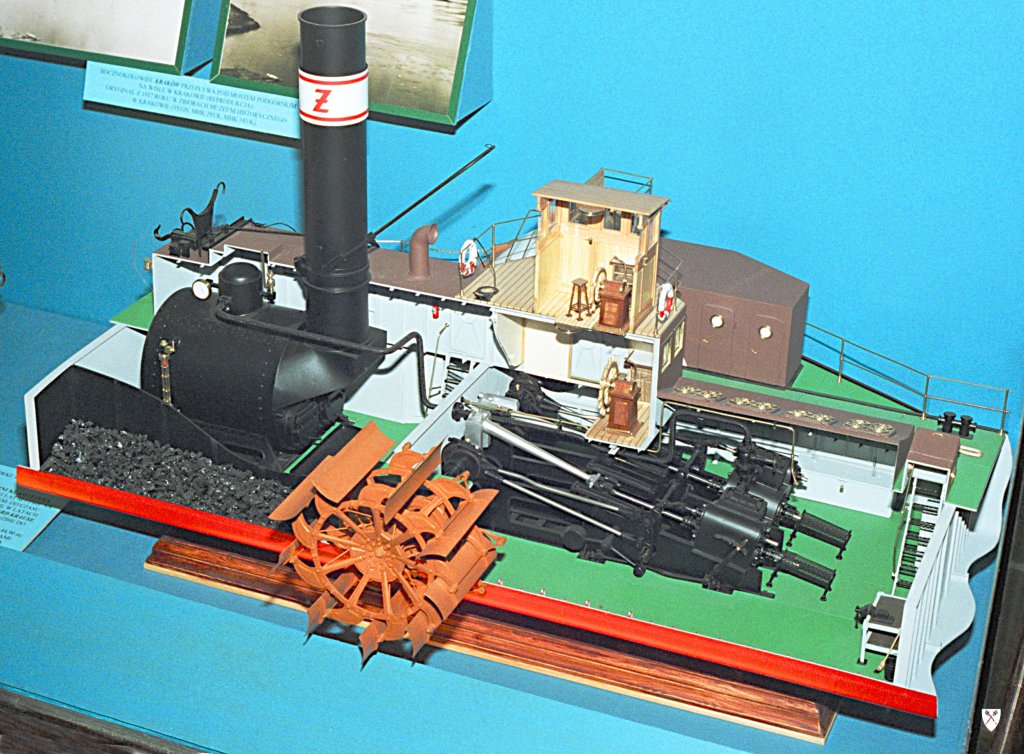
Модель машини колісного буксира «Гданськ»
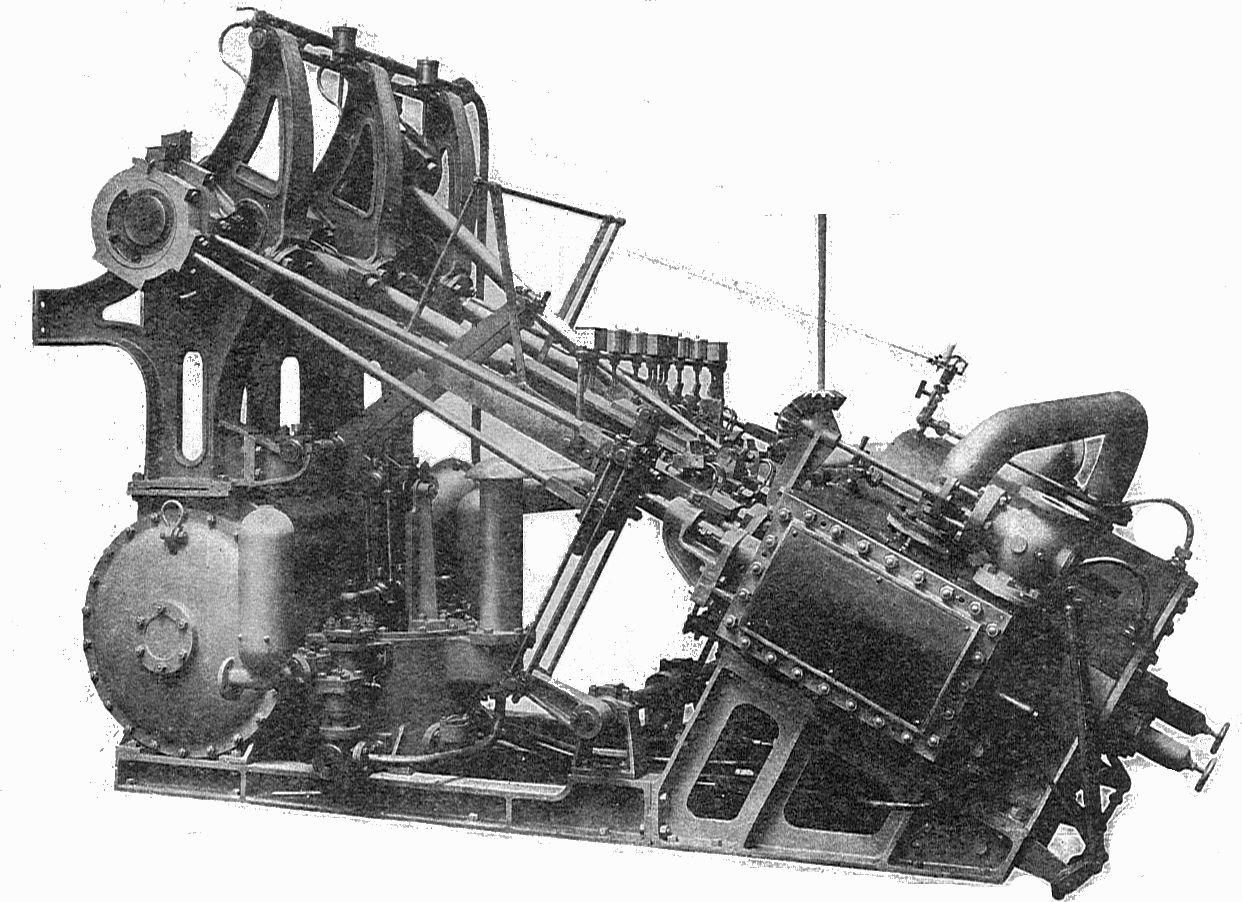
Машина з похилим однобічним розташуванням циліндрів
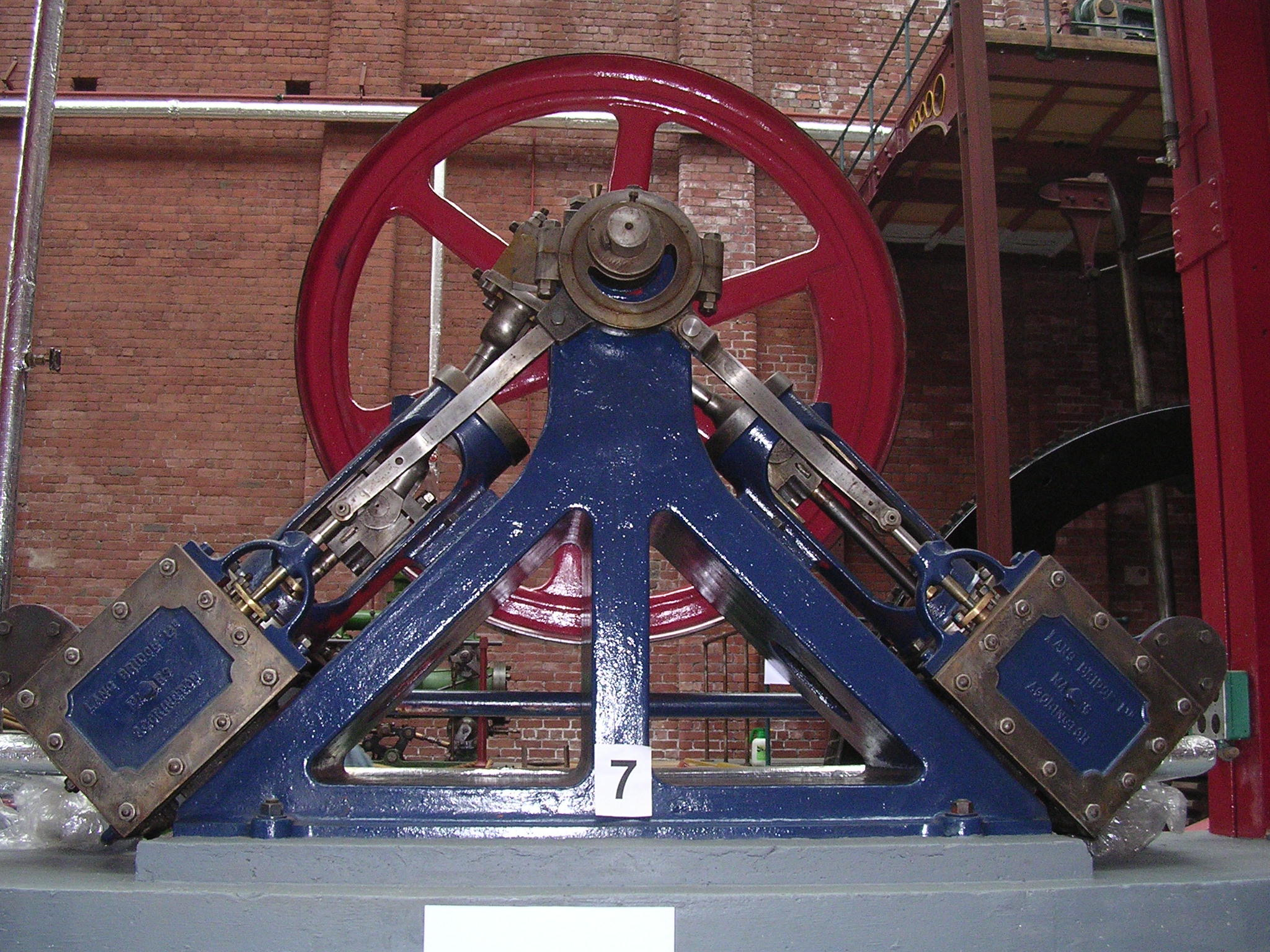
Машина з похилим двобічним розташуванням циліндрів
Машина з хитними циліндрами

## Військові колісні пароплави
Починаючи з 1820-х років Британський Королівський флот почав будівництво колісних парових фрегатів і парових шлюпів. До 1850 року вони застаріли внаслідок розвитку гвинта, менш вразливого для гарматного вогню. Однак колісні військові кораблі широко використовувалися російським флотом під час Кримської війни 1853—1856 років, а також військово-морським флотом США під час мексиканської війни 1846—1848 років і Громадянської війни в США 1861—1865 років. З появою броненосних лінкорів наприкінці 1850-х років останні колісні фрегати були списані і продані на службу торговому флоту до 1870-х років. Серед них був і «Miami», який в 1867 році став одним з перших пароплавів Бостона.

## Недоліки колісних пароплавів
Для великих суден, зокрема призначених для далекого плавання колеса занадто громіздкі, при хвилюванні і хитавиці нерівномірно з обох бортів занурюються у воду, а для військових кораблів колеса незручні ще тим, що легко уражаються ворогом. Головним недоліком є непридатність колеса на хвилюванні, коли ковзання досягає 60 % всієї розвиваної колесом швидкості. Внаслідок цього гребні колеса швидко вийшли з ужитку на морських суднах, але на річкових, завдяки їхній здатності працювати на мілководді, вони становили конкуренцію гвинту ще на початку XX століття.